# 陈紫枫

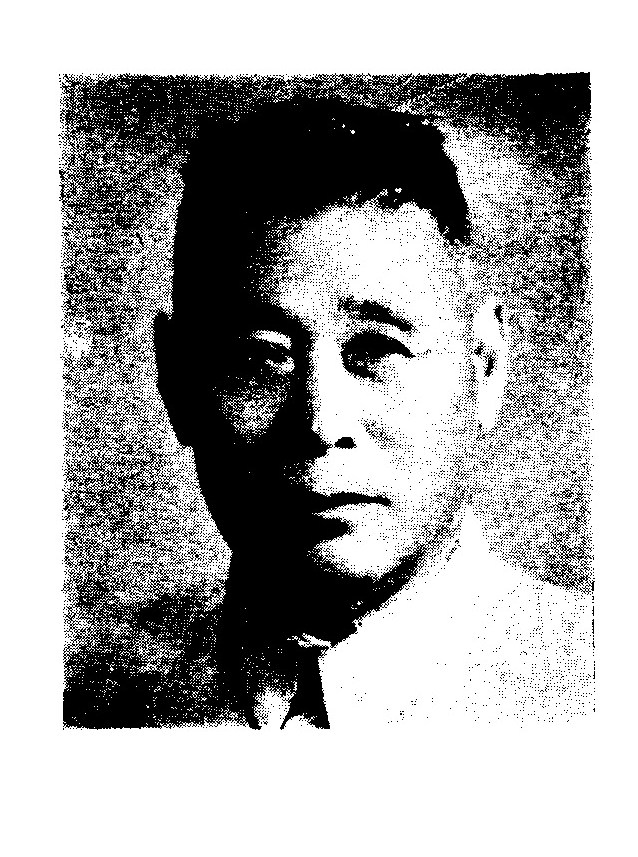
陳紫楓近照

陈紫枫（1889年—1974年5月24日），安徽寿县人。中华民国革命者，政治人物。

## 生平
他毕业于江淮大学。护法运动中曾任护法皖军司令。1922年4月他同皖籍中国国民党人士管鹏等在安徽省城安庆创办的《民治报》创刊，是当时中国国民党在安徽的主要刊物，为安徽国民革命起到了很好的贡献。
1926年1月1日，在安庆的中国国民党右派管鹏等借纪念孙中山在南京就任中华民国临时大总统之机，在安徽省教育会讨论组织中国国民党安徽临时省党部，并决定即日派遣陈紫枫等人赴上海同西山会议派接洽。1926年2月22日，安徽的中国国民党右派人士在安庆宣家花园13号举行了党员大会，“选举陈紫枫等9人为安徽临时省党部执行委员，徐仲白等9人为候补执行委员，刘醒吾等5人为监察委员，王克明等5人为候补监察委员。各执监委又互选李次宋、王赤华、陈紫枫三人为常务委员，右派组成的临时省党部即日挂牌成立。”此即当时中国国民党在安徽的两个相互斗争的省党部之一，右派的中国国民党安徽临时省党部的成立。当时左派光明甫等人也成立有中国国民党安徽临时省党部筹备委员会，后于1926年3月中下旬亦改称“中国国民党安徽临时省党部”，以同右派对抗。1926年3月，在广州的中国国民党中央决议致函安徽党内左派光明甫等人，“勉其努力党务”，并严斥管鹏、陈紫枫等人的行为为“叛党”行为，“决为中央所不容”。
1930年,他担任中国国民党中央党史史料编纂委员会编纂。1948年,他当选为中华民国行宪后第一届立法院立法委员。1949年后去台湾，仍担任立法院立法委员。1969年获聘为中国国民党第十届中央评议员。1974年5月24日去世。